# Robert Pettersson
Robert Pettersson (ur. 11 marca 1988) – szwedzki żużlowiec.
Srebrny medalista indywidualnych mistrzostw Szwecji młodzików (2002). Złoty medalista młodzieżowych indywidualnych mistrzostw Szwecji (2007). Dwukrotny złoty medalista drużynowych mistrzostw Szwecji (2008, 2009).
Brązowy medalista indywidualnych mistrzostw Europy juniorów (Mšeno 2005). Srebrny medalista drużynowych mistrzostw świata juniorów (Rybnik 2006). Finalista indywidualnych mistrzostw świata juniorów (Terenzano 2006 – XVI miejsce). 
W 2007 r. reprezentował w lidze polskiej barwy klubu GTŻ Grudziądz.